# Bencze János (politikus)
Bencze János (Simontornya, 1973. március 3. –) magyar politikus, 2022-től jobbikos országgyűlési képviselő.

## Élete
Méhészkedéssel foglalkozik.
2008-ban lépett be a Jobbik Magyarországért Mozgalomba. 2014-től 2022-ig a Tolna Megyei Közgyűlés képviselőjeként dolgozott. A 2022-es országgyűlési választásokon országos listás jelöltként indult és mandátumot szerzett.
Házas, három gyermek édesapja.